# 丹尼爾·哈德森
丹尼爾·卡利波恩·哈德森（英語：Daniel Claiborne Hudson，1987年3月9日—），為前美國職棒大聯盟的投手，他生涯曾效力於白襪、響尾蛇、海盜、道奇、藍鳥、國民與教士等隊。

## 職業生涯

### 芝加哥白襪
2009年9月4日，哈德森登上大聯盟。他在初登板投出2局無失分，並成功接替Gavin Floyd因傷缺陣的牛棚席位。他在9月27日拿下大聯盟首勝，當時他主投6局失2分。
2010年球季初，哈德森都待在小聯盟，後來因為傑克·皮維受傷而再度回到大聯盟。

### 亞利桑那響尾蛇

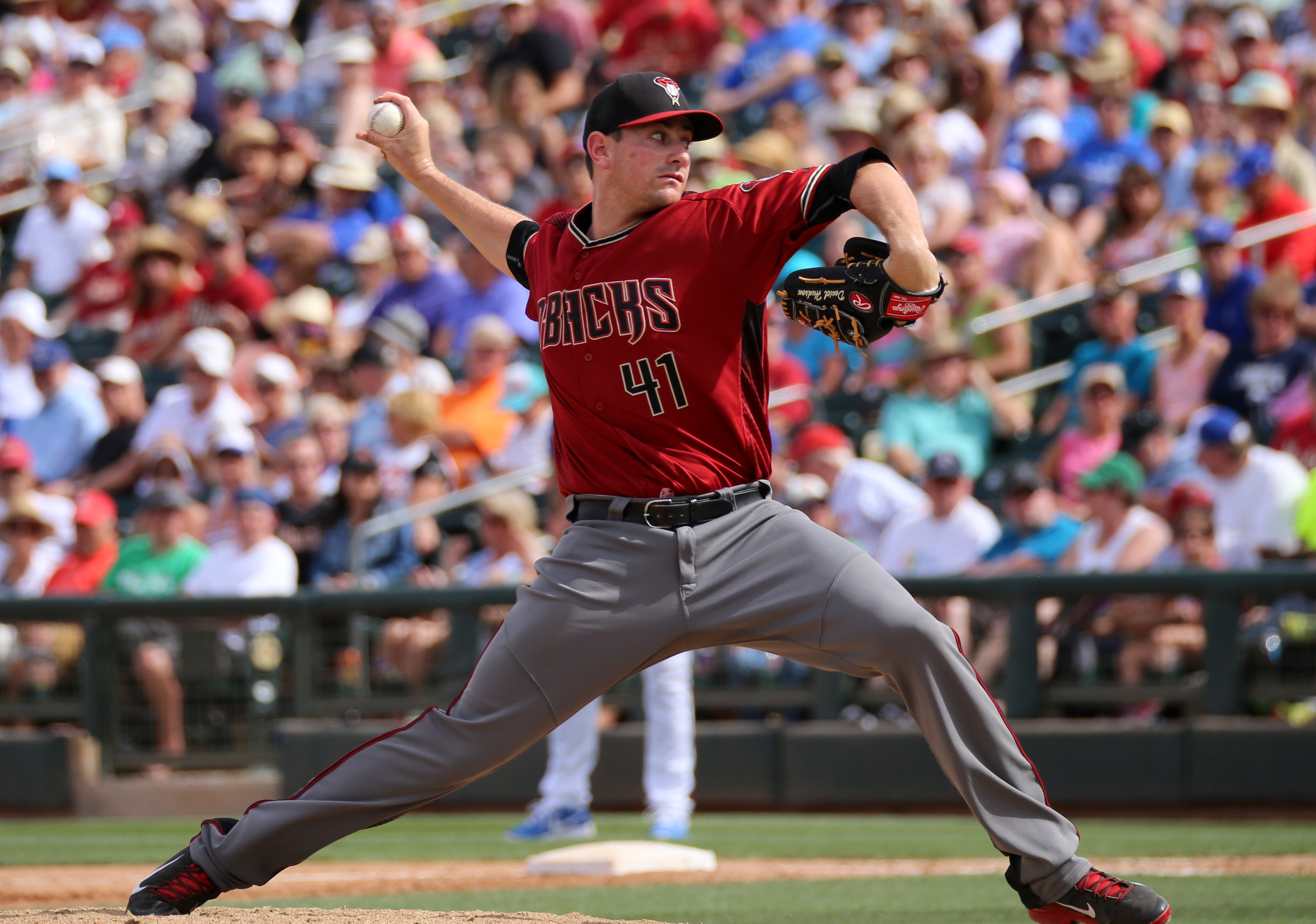
2016年的哈德森

2010年7月30日，白襪將哈德森與David Holmberg交易到響尾蛇，換來艾德溫·傑克森。該年他拿下7勝1敗，防禦率1.69。隔年他拿下16勝11敗，防禦率3.49。那年他的打擊率還有2成77，因此最後他成功拿下國聯投手銀棒獎。儘管他成功幫助球隊搶下季後賽席次，但他在國聯分區賽第二場卻單局失5分吞敗，最後球隊止步於首輪。
2012年7月9日，哈德森因進行湯米約翰手術導致剩餘球季報銷。2013年6月4日，哈德森在小聯盟投球時又再度傷到尺骨附屬韌帶，導致他連2013年球季也無法上場。球季結束後，他成為自由球員。不過他在12月13日又和響尾蛇簽下小聯盟約。
2014年，哈德森傷癒復出，但整季他只投2.2局。隔年他正式移往牛棚發展，2016年拿下5次救援成功。

### 匹茲堡海盜

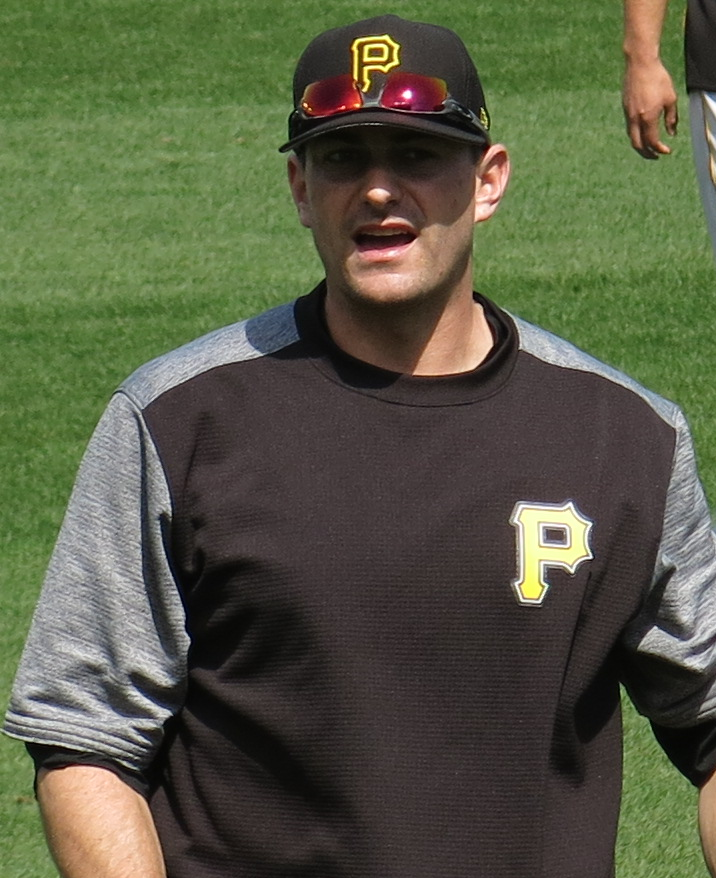
2017年的哈德森

2016年12月21日，哈德森與海盜簽下2年1100萬美元的合約。隔年他拿下2勝7敗，防禦率4.38。
2018年2月22日，海盜將哈德森、Tristan Gray及現金交易到光芒，換來柯瑞·迪克森。不過哈德森在3月28日遭到光芒釋出。

### 洛杉磯道奇

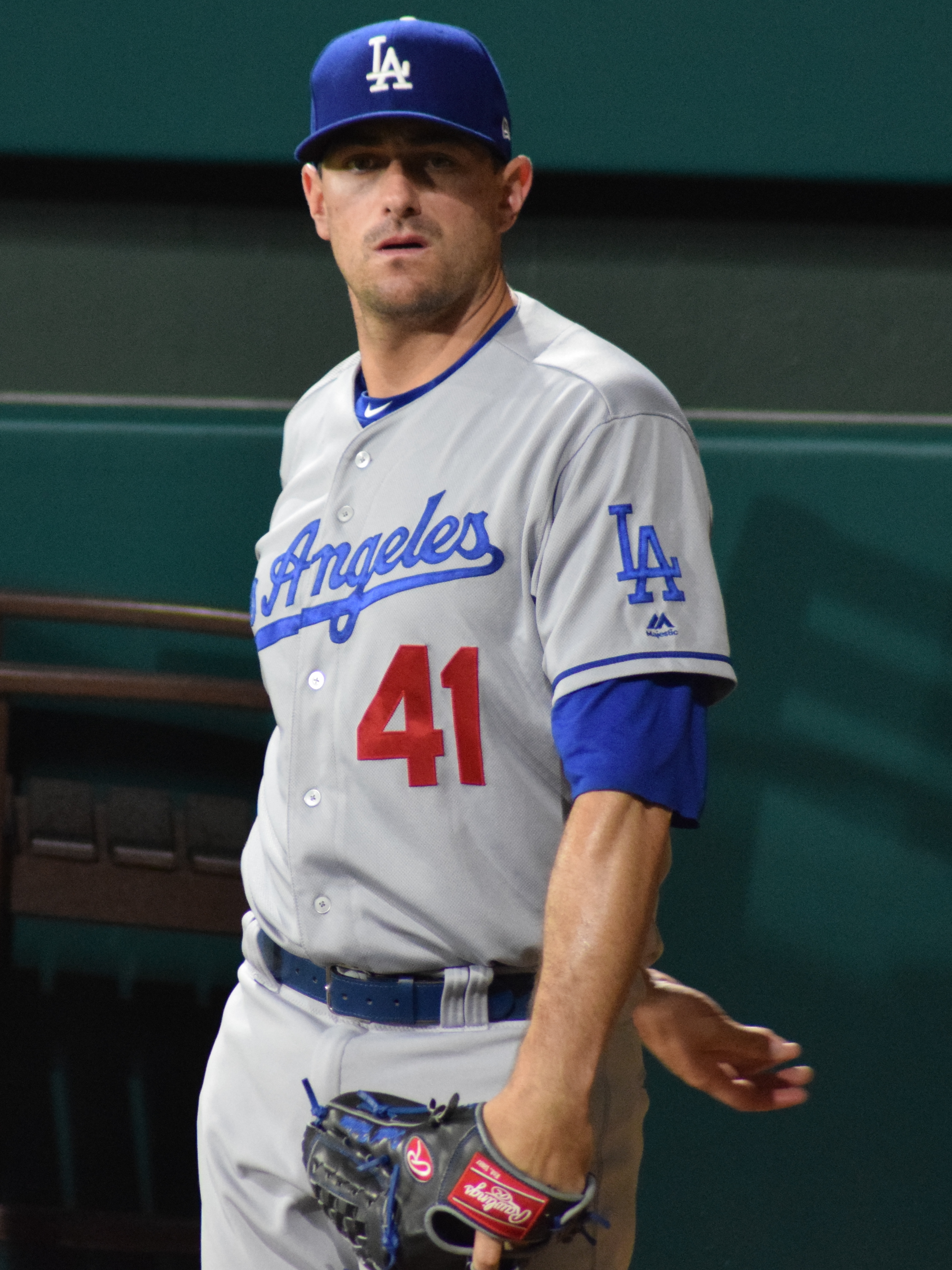
2018年的哈德森

2018年4月2日，哈德森與道奇簽下小聯盟約。後來他在球季中登上大聯盟，但在最後一個月手臂受傷缺陣。總計他出賽40場比賽(1場先發)，拿下3勝2敗，防禦率4.11。

### 多倫多藍鳥
2019年2月9日，哈德森與天使簽下小聯盟約。他在3月22日遭到釋出，並於三天後與藍鳥簽下一年合約。整季他拿下6勝3敗，防禦率3.00，並拿下2次救援成功。

### 華盛頓國民
2019年7月31日，藍鳥將哈德森交易到國民，換來Kyle Johnston。整季他在國民拿下3勝0敗，防禦率1.44，並拿下6次救援成功。2019年，他總計獲得9勝3敗，防禦率2.47。
2019年國家聯盟冠軍賽第一場，哈德森因為迎來小女兒出生而缺席。等到他告假完回歸時，球隊已經打進了世界大賽。他在世界大賽第七場的9局下登場，面對3名打者送出2次三振，幫助國民收下了勝利，也成功拿下隊史首冠。後來球隊與他續簽2年1100萬美元的合約。
2020年，哈德森拿下10次救援成功，防禦率6.10。
2021年，球隊簽下終結者布萊德·漢德，因此哈德森轉任為布局投手。整季他的防禦率為2.20。7月29日，哈德森確診COVID-19。

### 聖地牙哥教士
2021年7月30日，國民將哈德森交易到教士，換來Mason Thompson和Jordy Barley。他在8月11日完成教士的初登板。整季他的防禦率為3.31。

### 重返洛杉磯
2021年11月30日，哈德森與道奇簽下一年合約。整季他拿下2勝3敗，防禦率2.22。2022年6月24日，哈德森因前十字韌帶撕裂傷導致剩餘球季報銷。不過道奇還是跟他續約。
2023年春訓，哈德森右腳受傷錯過開季。他一直到6月底才重返大聯盟，但期間也是大小傷勢不斷。
2023年12月13日，哈德森與球隊續簽一年小聯盟合約。

## 個人生活
哈德森目前已婚，並育有3女。

## 外部連結
- 球員資訊和成績在MLB，ESPN，Baseball-Reference，Fangraphs（英文）